# قره‌گونی (هریس)
قره‌گونی یکی از روستاهای استان آذربایجان شرقی است که در دهستان بدوستان غربی بخش خواجه شهرستان هریس واقع شده‌است.